# Pakhuismeesteren

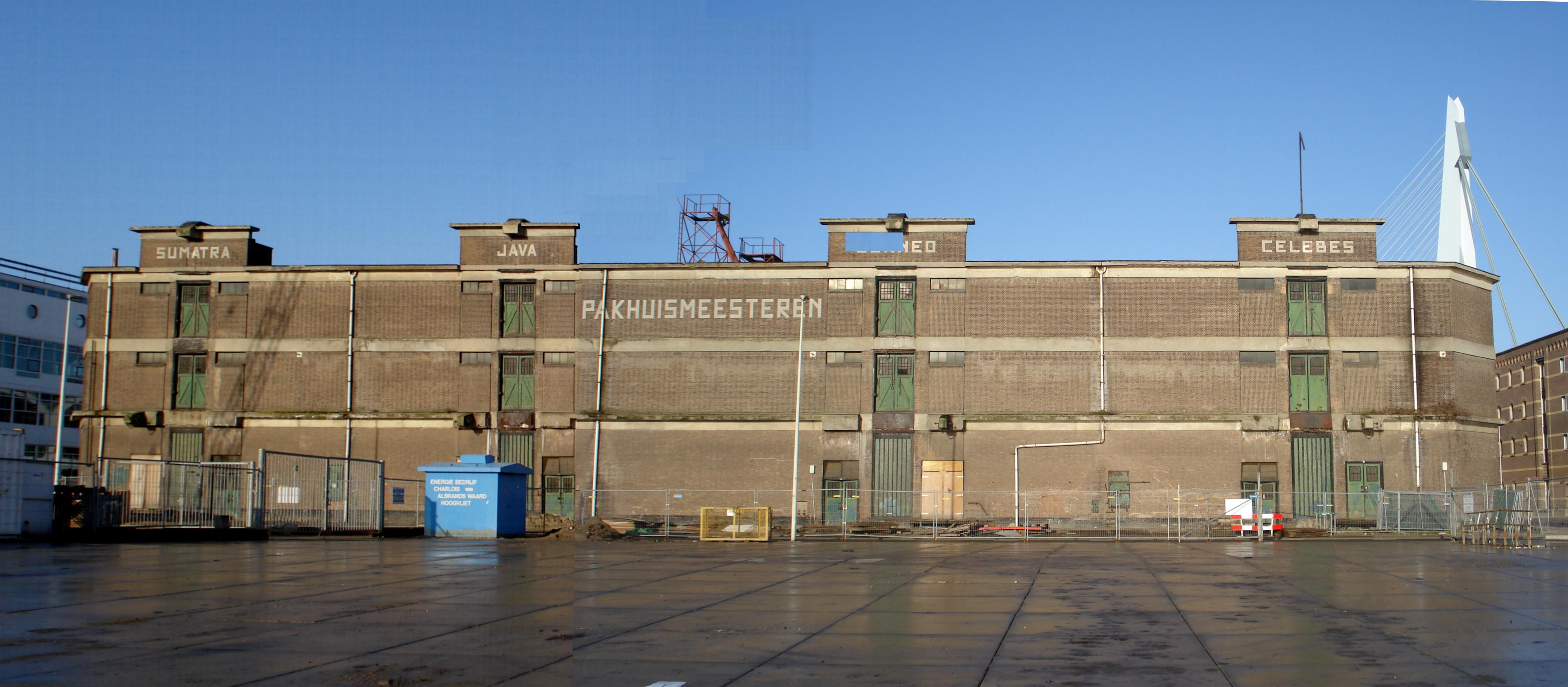
Pakhuismeesteren, op de Kop van Zuid

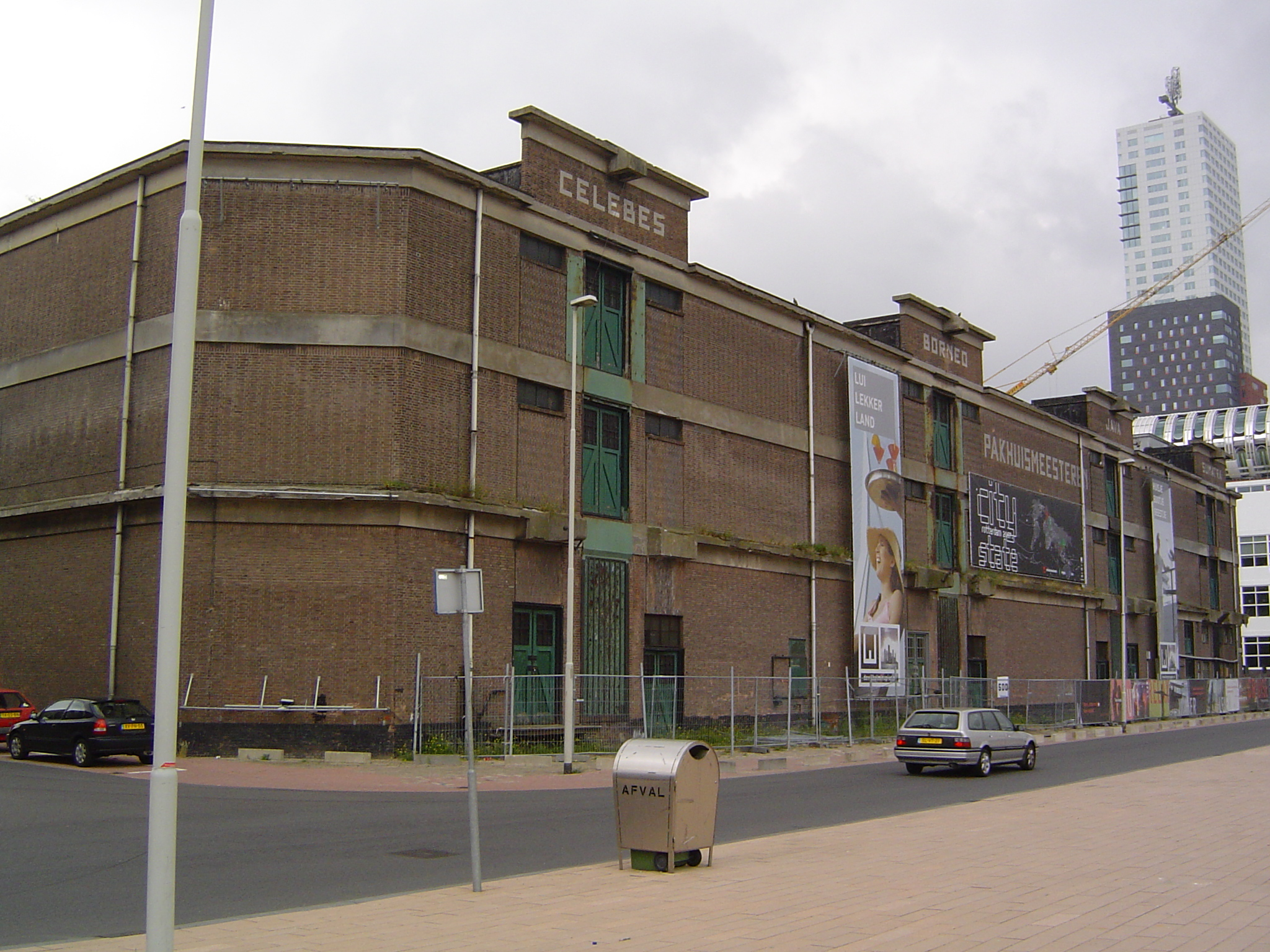
Pakhuismeesteren in 2007

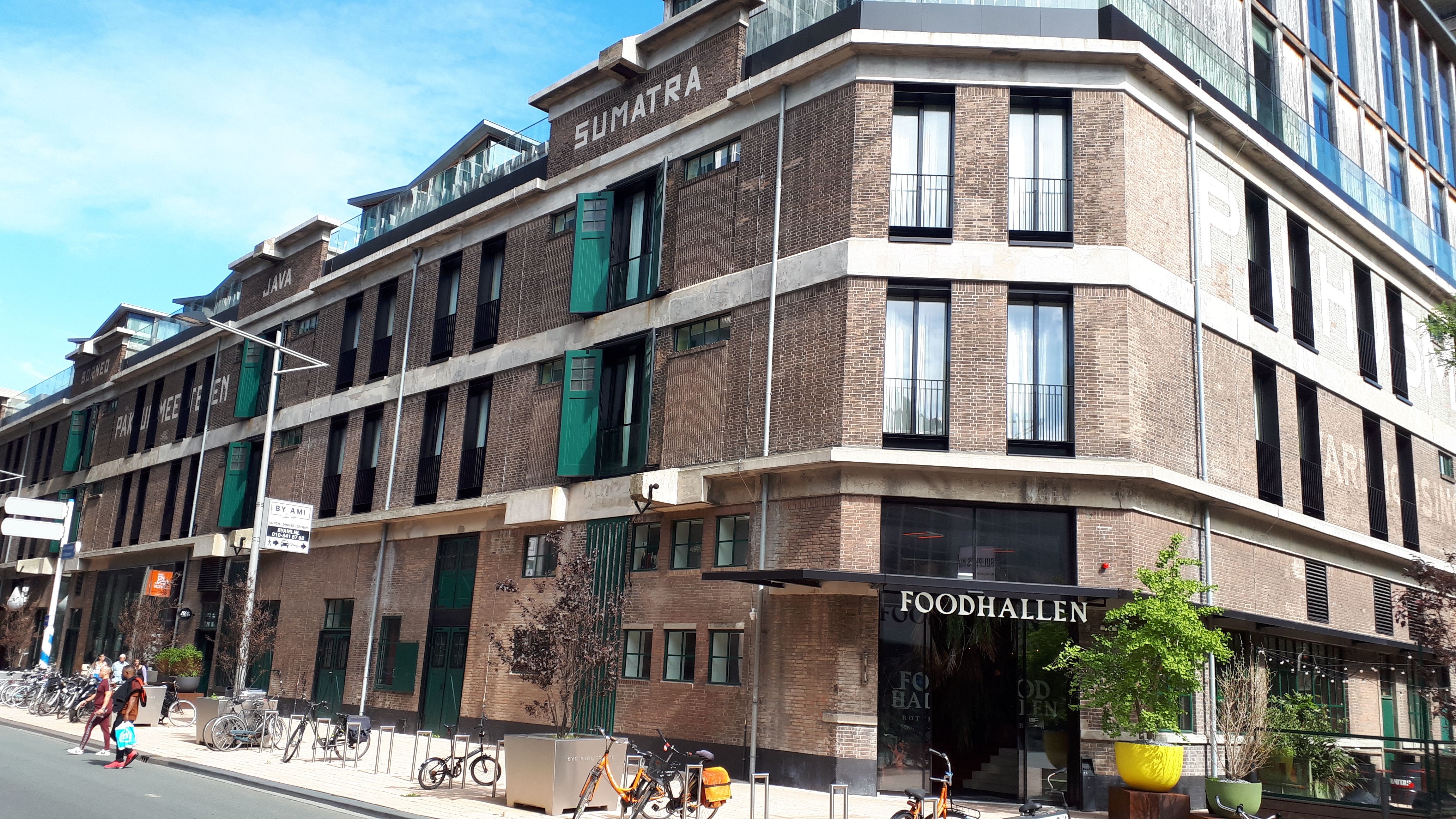
2020

Pakhuismeesteren is een voormalig bedrijf in Rotterdam. Het kwam voort uit de in 1796 opgeheven V.O.C.  Het was gespecialiseerd in het opslaan en verhandelen van goederen, die in de Rotterdamse haven werden gelost en geladen. Na enkele fusies met collega-bedrijven is het nog steeds een onderdeel van het beursgenoteerde Koninklijke Vopak.

## Woordbetekenis
'Pakhuismeesteren' is het meervoud van 'pakhuismeester'. Een pakhuismeester is een opzichter van een pakhuis. Van Dale vermeldt tegenwoordig als synoniemen magazijnbaas, magazijnhouder en stapelmeester. Als meervoudsvorm werden pakhuismeesters en pakhuismeesteren willekeurig naast elkaar gebruikt. Het was destijds ook de benaming van een door de Vereenigde Oostindische Compagnie (V.O.C.) en later door het gouvernement aangestelde ambtenaar die belast was met het toezicht op de pakhuizen waarin de koloniale waren werden opgeslagen. Pakhuismeester(en) was aanvankelijk uitsluitend de benaming van een activiteit, een beroep, die echter later ook doordrong tot de firmanamen van bedrijven die zich met die dienstverlening en daarmee verband houdende handel bezighielden.

## Geschiedenis
Na haar oprichting in 1818 nam ‘Pakhuismeesteren van de Thee’ een deel van de Rotterdamse theehandelsactiviteiten van de V.O.C. over. De laatste was hierin actief tot haar opheffing in 1796, kort na het begin van de Bataafse Republiek. De Rotterdamse tak van de V.O.C. en later dus Pakhuismeesteren van de Thee waren destijds gevestigd in het Oost-Indisch Huis aan de Boompjes, dat in de Tweede Wereldoorlog als gevolg van het bombardement verloren ging. De firma ‘Pakhuismeesteren van de Thee’ werd destijds opgericht door de bekende families Voorhoeve, De Monchy en Van Rossem.
De komst naar Rotterdam in 1862 van de eerste petroleum was voor Pakhuismeesteren de start om zich intensief met de opslag van petroleum en andere aardolieproducten bezig te gaan houden. Daar kwamen later andere vloeibare stoffen bij. Die tankopslag en de distributie van chemicaliën hebben in de loop der jaren, samenlopend met de fusies tussen Pakhuismeesteren en Blaauwhoed tot Pakhoed in 1967, en daarna die van Pakhoed en Phs. Van Ommeren tot Koninklijke Vopak in 1999, de op- en overslag van stukgoederen geheel verdrongen.
Op de Wilhelminapier in Rotterdam staat tussen de Wilhelminakade en de Otto Reuchlinweg nog een veemgebouw van het voormalige Pakhuismeesteren dat alle vooroorlogse kenmerken van een dergelijk pakhuis in zich draagt. Het pand is in 2015 gerenoveerd naar een ontwerp van AWG Architecten, kreeg twee extra verdiepingen, een hotel en horecagelegenheden. De naam van het gebouw is Pakhuismeesteren.